# Droga wojewódzka 212
Die Droga wojewódzka 212 (DW 212) ist eine polnische Woiwodschaftsstraße, die die Woiwodschaft Pommern in Nord-Süd-Richtung durchzieht. Sie verbindet die DW 214 (südlich von Lębork (Lauenburg (Pommern)) an der Landesstraße (DK) 6) mit der DK 20 (bei Bytów (Bütow)) mit der DK 22 (ehemalige deutsche Reichsstraße 1, bei Chojnice (Konitz)) und der DK 25 (bei Kamionka (Steinberg)) – unmittelbar an der Grenze zur Woiwodschaft Kujawien-Pommern. Dabei kreuzt sie die DW 211 (bei Czarna Dąbrówka (Schwarz Damerkow)), die DW 210 (bei Unichowo (Wundichow)), die DW 209 und DW 228 (bei Bytów (Bütow)), die DW 236 (bei Konarzynki (Klein Konarczyn)), und die DW 235 sowie DW 240 (bei Chojnice (Konitz)).
Auf ihrem Weg durchfährt die DW 212 zwischen Unichowo (Wundichow) und Gostkowo (Gustkow) den Park Krajobrazowy Dolnia Słupi (Landschaftsschutzpark Stolpetal) und berührt zwischen Konarzynki (Klein Konarczyn) und Chojnice (Konitz) den Zaborski Park Krajobrazowy. Die DW 212 durchfährt dabei drei Kreisgebiete: Powiat Lęborski (Kreis Lauenburg (Pommern)), Powiat Bytowski (Kreis Bütow) und Powiat Chojnicki (Kreis Konitz) bei einer Gesamtlänge von 116 Kilometern.
Der erste Streckenabschnitt zwischen Osowo Lęborski (Wussow) und Bytów (Bütow) entspricht einem Teilstück der ehemaligen deutschen Reichsstraße 158 Berlin – Lauenburg (Pommern).

## Streckenverlauf
Woiwodschaft Pommern:
Powiat Lęborski (Kreis Lauenburg (Pommern)):
- Osowo Lęborskie (Wussow) (DW 214: Lębork (Lauenburg (Pommern)) – Łeba (Leba) ↔ Sierakowice (Sierakowitz) – Kościerzyna (Berent) – Warlubie (Warlubien))
- Cewice (Zewitz)
- Oskowo (Wutzkow)

~ Bukowina (Buckowin) ~
Powiat Bytowski (Kreis Bütow):
- Kozin (Kosemühle)

~ Łupawa (Lupow) ~
- Czarna Dąbrówka (Schwarz Damerkow) (DW 211: Nowa Dąbrowa (Neu Damerow) Sierakowice (Sierakowitz) – Kartuzy (Karthaus) – Żukowo (Zuckau))

X ehemalige, jetzt stillgelegte Reichsbahnstrecke 111w Lauenburg (Pommern) – Bütow X
- Kleszczyniec (Kleschinz)
- Nożyno (Groß Nossin)

~ Skotawa (Schottow) ~
- Unichowo (Wundichow) (DW 210: Motarzyno (Muttrin) – Słupsk (Stolp) – Ustka (Stolpmünde))

~ Słupia (Stolpe) ~
- Gostkowo (Gustkow)
- Dąbie (Dampen)

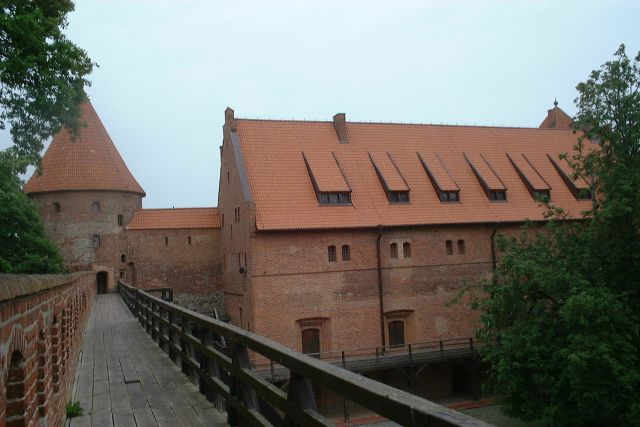
Die Burg in Bytów (Bütow)

- Bytów (Bütow) (DK 20: Miastko (Rummelsburg) – Szczecinek (Neustettin) – Stargard (Stargard in Pommern) ↔ Kościerzyna (Berent) – Żukowo (Zuckau) – Gdynia (Gdingen), DW 209: Kołczygłowy (Alt Kolziglow) – Suchorze (Zuckers) – Warszkowo (Alt Warschow) (- Sławno (Schlawe)), und DW 228: Klukowa Huta (Kluckowahütte) – Kartuzy (Karthaus))

X PKP-Strecke 212: Korzybie (Hammermühle) – Lipusz (Lippusch) X
- Udorpie (Hygendorf)
- Rekowo (Reckow)

o deutsch-polnische Grenze 1920–1939 o
- Lipnica (Liebnitz)

Powiat Chojnicki (Kreis Konitz):
- Zielona Chocina (Grünchotzen)
- Zielona Huta (Glashütte)
- Konarzynki (Klein Konarczyn) (DW 236: Konarzynki – Brusy (Bruß))

o polnisch-deutsche Grenze 1920–1939 o
- Wolność (Buschmühle)

o deutsch-polnische Grenze 1920–1939 o

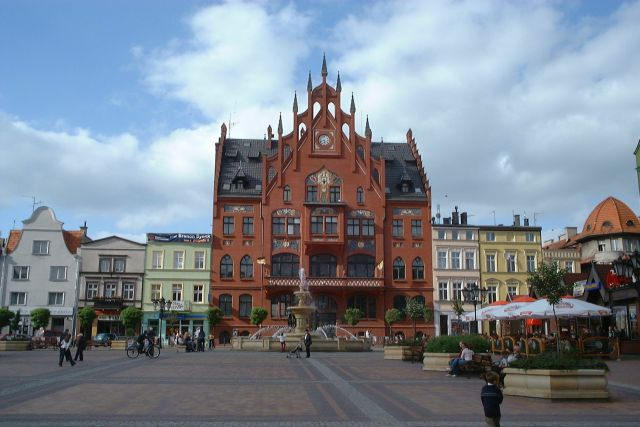
Das Rathaus in Chojnice (Konitz)

- Chojnice (Konitz) (DK 22: Wałcz (Deutsch Krone) – Kostrzyn nad Odrą (Küstrin)/Deutschland ↔ Starogard Gdański (Preußisch Stargard) – Elbląg (Elbing) – Grzechotki (Rehfeld)/Russland, DW 235: Chojnice – Brusy (Bruß) – Kalisz (Kalisch) – Korne (Kornen), und DW 240: Chojnice – Tuchola (Tuchel) – Świecie (Schwetz))

X PKP-Strecke 210: Chojnice – Runowo Pomorskie (Ruhnow) X
X PKP-Strecke 203: Tczew (Dirschau) – Küstrin-Kietz X
- Nieżychowice (Schönfeld)
- Moszczenica (Mosnitz)
- Doręgowice (Döringsdorf)
- Kamionka (Steinberg) (DK 25: Człuchów (Schlochau) – Bobolice (Bublitz) ↔ Bydgoszcz (Bromberg) – Konin – Oleśnica (Oels))